# سعد (ريمة)

تعديل مصدري - تعديل

سعد أو قرية سعد هي قرية جبلية في عزلة حورة بمديرية الجبين التابعة لمحافظة ريمة اليمنية، بلغ تعداد سكانها 468 نسمة حسب إحصاء اليمن لعام 2004.

## المحلات التابعة للقرية
- دكمة
- الملطاء
- الغربي
- دهره
- دوناعم
- المقسام

## روابط خارجية
- الدليل الشامل